# Абатство Мельора
Абатство Мельора (на френски: Abbaye de Melleray, официално наименование Abbaye Notre-Dame de Melleray) е трапистко абатство разположено на 20 км южно от гр.Шатобриан, в община Ля Мильорай дьо Бретан, регион Пеи дьо ла Лоар, департамент Лоар Атлантик, Западна Франция.

## История
Абатството е основано през 1134 г. от английски монаси-цистерцианци. През 1183 г. се освещава новопостроената манастирска църква. През Средните векове абатството процъфтява, под покровителството на местни феодали, които предоставят щедри дарения.
След присъединяването на Бретан към Франция през 1532 г. абатството става френско.
По време на Френската революция, монасите са прогонени, а манастирските земи и сгради са конфискувани и продадени на частно лице. Монасите се преместват в Англия където основават нов манастир.
През 1810 г. абатството е продадено на монаси-траписти от Англия и Ирландия, които постепенно откупуват земите на абатството. Религиозният и стопански живот на абатството също е възстановен. През 1810 г. манастирът е възстановен като приорат, на 31 юли 1814 г. възстановява статута си на абатство. След Революцията от 1830 г. монасите чужденци са експулсирани от Франция.
От ХІІ век са запазени абатската църква във форма на латински кръст, реставрирана през 1947 г. и входа на абатството. Останалите сгради в абатството са от ХVІ, ХVІІ, ХVІІІ и ХІХ век.
Днес абатството е действащ католически манастир, член на Ордена на цистерцианците на строгото спазване (Ordo Cisterciensis Strictioris Observantiae). Броят на монасите е намалял, поради което и абатската ферма прекратява дейността си през 1980 година. През 1991 г., северно от абатството са построени модерни сгради за хотел и магазин, които обслужват туристи и поклонници и понастоящем са основен източник на доходи за монасите.